# Chica Chiclete
Chica Chiclete (São Paulo, 1 de janeiro de 1968), nascido Francisco Spala, é uma ativista política, militante pelos direitos LGBT, drag queen, empresária e ex-vereadora pelo Espírito Santo. É considerada uma das primeiras e a mais famosa drag queen do estado.

## Biografia
Nasceu e foi criada em São Paulo até seus quatro anos de idade até sua família fixar-se no Espírito Santo. Começou sua carreira aos dezoito anos de idade em plena ditadura.

"Na juventude, desejava ser travesti, tinha um corpo bonito, harmônico. Nos anos 1980, os militares me obrigaram a cortar o cabelo. Éramos perseguidos apenas por ser gays. Por medo, acabei me desiludindo e voltei a me vestir de homem"— Chica para o jornal A Gazeta (Gazeta)
Ainda jovem, começou a militar pelos direitos LGBTI e prevenção da Aids. Durante os anos 80, a família de Spala detinha um hotel que serviu de abrigo para soropositivos em situação de abandono, visto que na época, afirmou que a homofobia era mais presente — durante a Ditadura — do que nos dias de hoje, e que era de praxe as famílias os abandonarem pelas ruas e hospitais. Spala ainda realizava passeatas em prol dos direitos minóricos, isto é, minorias.
Foi a empresária responsável pelo lançamento e administração de alguns dos principais bares LGBTI do Espírito Santo, incluindo o Bar Chica Chiclete.

### Política
Em 2004 lançou sua candidatura como vereador em Vitória pelo PMDB. Pelo mesmo partido em 2008, candidatou-se pelo mesmo cargo em Vilha Velha, tornando-se suplente até 2012 onde tomou posse como vereador substituindo Andinho Almeida e renunciando o cargo em 2016, onde candidatou-se pelo Democratas, mas não ganhou. Sua trajetória política se fez entorno do que sempre militou, porém afirmou não ter conseguido fazer e mudar o que planejava.